# France Soir
France Soir er en fransk avis, der blev grundlagt som undergrundsavisen Défense de la France i november 1944 af Pierre Lazareff og omdøbt til France Soir efter 2. verdenskrig. Avisens oplag voksede kraftigt i 1950'erne, og den blev den meste sælgende avis i Frankrig i 1961, hvor oplaget var på over en million. Herefter faldt salget dog drastisk, og i 2005 var oplaget ca. 45.000. 
Avisen valgte 1. februar 2006 at trykke de danske Muhammed-tegninger. Redaktøren blev samme aften fyret af avisens direktør, der herefter gav en undskyldning til de arabiske lande for at trykke tegningerne.

## Forfattere
- Joseph Kessel
- Lucien Bodard
- Jean-Paul Sartre
- Jean Dutourd
- Jacques Sternberg
- Jean-Pierre Thiollet